# Gnophomyia spinibasis
Gnophomyia spinibasis är en tvåvingeart som beskrevs av Alexander 1943. Gnophomyia spinibasis ingår i släktet Gnophomyia och familjen småharkrankar.
Artens utbredningsområde är Peru. Inga underarter finns listade i Catalogue of Life.